# Liga Nacional de Básquet 2003-04
La temporada 2003-04 de la Liga Nacional de Básquet de la Argentina fue la vigésima edición de la máxima competencia argentina de clubes en dicho deporte. Se inició el 1 de octubre de 2003 con el partido inaugural de temporada entre el último campeón, el Atenas de Córdoba y el recién ascendido Argentino de Junin, encuentro disputado en el Estadio Héctor D´Anunzio de la Sociedad Rural de la ciudad de Junín, Provincia de Buenos Aires, y finalizó el 5 de junio de 2004 con el sexto partido de la serie final entre Boca Juniors y Gimnasia y Esgrima La Plata en el Polideportivo Víctor Nethol, en donde se consagró campeón como visitante el equipo porteño, luego de ganar la serie final 4 a 2.
Respecto a la temporada pasada, los descendidos Estudiantes de Bahía Blanca y Andino de La Rioja fueron reemplazados por Argentino de Junín y Central Entrerriano.
En esta temporada volvió a cambiar el formato. El torneo estuvo compuesto por una primera fase de dos zonas, norte y sur, luego play-offs para clasificar al Torneo Top 4, y luego una fase final única para todos los participantes. Además, se permitió hasta dos extranjeros por equipo.

## Equipos participantes
| Pos. | Descendidos en la LNB 2002-03 |
| ---- | ----------------------------- |
| 15.° | Estudiantes de Bahía Blanca   |
| 16.° | Andino Sport Club             |

| Pos. | Ascendidos del TNA 2002-03 |
| ---- | -------------------------- |
| 1.°  | Club Central Entrerriano   |
| 2.°  | Argentino de Junín         |

| Región                          | Cantidad |
| ------------------------------- | -------- |
| Provincia de Buenos Aires       | 7        |
| Ciudad Autónoma de Buenos Aires | 3        |
| Santa Fe                        | 2        |
| Chubut                          | 1        |
| Córdoba                         | 1        |
| Entre Ríos                      | 1        |
| La Pampa                        | 1        |

| Club                | Ciudad                     | Entrenador              | Estadio                        | Capacidad |
| ------------------- | -------------------------- | ----------------------- | ------------------------------ | --------- |
| Argentino           | Junín                      | Adrián Capelli          | Estadio Héctor D'Annunzio      |           |
| Atenas              | Córdoba                    | Mario Milanesio         | Polideportivo Carlos Cerutti   | 3424      |
| Belgrano            | San Nicolás de los Arroyos | Pablo Dastugue          | Estadio Fortunato Bonelli      | 2000      |
| Ben Hur             | Rafaela                    | Guillermo Narvarte      | Estadio Coliseo del Sur        | 4000      |
| Boca Juniors        | Ciudad de Buenos Aires     | Sergio Santos Hernández | Estadio Luis Conde             | 2000      |
| Central Entreriano  | Gualeguaychú               | Fabio Demti             | Estadio José María Bertora     | 2100      |
| Ferro Carril Oeste  | Ciudad de Buenos Aires     | Pablo D'Angelo          | Estadio Héctor Etchart         | 3000      |
| Estudiantes         | Olavarría                  | Ariel Amarillo          | Estadio Parque Carlos Guerrero | 5000      |
| Gimnasia y Esgrima  | Comodoro Rivadavia         | Enrique Tolcachier      | Estadio Socios Fundadores      | 2276      |
| Gimnasia y Esgrima  | La Plata                   | Gonzalo Eugenio García  | Polideportivo Víctor Nethol    | 3000      |
| Libertad            | Sunchales                  | Luis Oroño              | El Hogar de los Tigres         | 4000      |
| Obras Sanitarias    | Ciudad de Buenos Aires     | Eduardo Cadillac        | Estadio Obras Sanitarias       | 3000      |
| Peñarol             | Mar del Plata              | Silvio Santander        | Polideportivo Islas Malvinas   | 8000      |
| Quilmes             | Mar del Plata              | Alejandro Pepiche       | Estadio Once Unidos            | 3000      |
| Pico Football Club  | General Pico               | Carlos Bualó            | Parque Ángel Larrea            |           |
| Regatas San Nicolás | San Nicolás de los Arroyos | Horacio Castro          | Estadio La Ribera              | 1500      |

| Club              | Entrenador saliente | Reemplazado por    |
| ----------------- | ------------------- | ------------------ |
| Argentino (Junín) | Adrián Capelli      | Alejandro Lotterio |
| Libertad          | Luis Oroño          | Néstor García      |
| Quilmes           | Alejandro Pepiche   | Javier Bianchelli  |

## Formato
Se jugó una primera fase en donde se separaron los equipos por conveniencia geográfica en 2 zonas (norte y sur) y se enfrentaron en partidos ida y vuelta solo entre los equipos de su zona. Según su posición los equipos se emparejaron en play-offs y 2 de cada grupo clasificaron al Torneo Top 4 que se disputó en diciembre en Rafaela. 
En la segunda fase se enfrentaron todos contra todos arrastrando la mitad de los puntos de la primera fase. Los primeros 4 de la tabla se clasificaron directamente a los cuartos de final, mientras que los que se posicionaron del puesto quinto al decimosegundo jugaron la reclasificion. Los últimos 4 jugaron un Play Off para definir los 2 descensos. Los Play Off se jugaron al mejor de 5 partidos (gana el primero que llegue a 3 victorias)con el formato 2-2-1, en la reclasificacion, los cuartos de final y la semifinal. La final se jugó al mejor de 7 partidos (gana el primero que llegue a 4 partidos ganados) con el formato 2-2-1-1-1.

## Primera fase

### Zona norte
| Equipo              | PJ | PG | PP | Pts |
| ------------------- | -- | -- | -- | --- |
| Atenas              | 14 | 10 | 4  | 24  |
| Ben Hur             | 14 | 9  | 5  | 23  |
| Pico Football Club  | 14 | 9  | 5  | 23  |
| Belgrano (SN)       | 14 | 7  | 7  | 21  |
| Central Entrerriano | 14 | 7  | 7  | 21  |
| Regatas San Nicolás | 14 | 7  | 7  | 21  |
| Libertad            | 14 | 6  | 8  | 19  |
| Argentino de Junín  | 14 | 2  | 12 | 16  |

|  |                                                |
|  | Clasificados al Top 4 por ganar los play-offs. |

| Argentino (J) | 97 - 86 | Libertad            | 3 de octubre |
| Ben Hur       | 90 - 69 | Regatas San Nicolás | 3 de octubre |
| Pico FC       | 76 - 95 | Atenas              | 3 de octubre |
| Belgrano (SN) | 94 - 95 | Central Entrerriano | 3 de octubre |

| Argentino (J) | 70 - 83  | Atenas              | 1 de octubre |
| Pico FC       | 103 - 73 | Libertad            | 5 de octubre |
| Ben Hur       | 89 - 63  | Central Entrerriano | 5 de octubre |
| Belgrano (SN) | 93 - 83  | Regatas San Nicolás | 6 de octubre |

| Atenas              | 94 - 77 | Ben Hur       | 10 de octubre |
| Regatas San Nicolás | 75 - 72 | Argentino (J) | 10 de octubre |
| Libertad            | 82 - 77 | Belgrano (SN) | 10 de octubre |
| Central Entrerriano | 58 - 79 | Pico FC       | 10 de octubre |

| Atenas              | 96 - 89 | Belgrano (SN) | 12 de octubre |
| Regatas San Nicolás | 86 - 78 | Pico FC       | 12 de octubre |
| Libertad            | 85 - 82 | Ben Hur       | 12 de octubre |
| Central Entrerriano | 76 - 67 | Argentino (J) | 12 de octubre |

| Atenas        | 112 - 62 | Regatas San Nicolás | 17 de octubre |
| Ben Hur       | 94 - 73  | Argentino (J)       | 17 de octubre |
| Libertad      | 82 - 83  | Central Entrerriano | 17 de octubre |
| Belgrano (SN) | 92 - 83  | Pico FC             | 17 de octubre |

| Atenas   | 87 - 85 | Central Entrerriano | 19 de octubre |
| Ben Hur  | 77 - 66 | Pico FC             | 19 de octubre |
| Libertad | 80 - 86 | Regatas San Nicolás | 19 de octubre |
| Belgrano | 89 - 75 | Argentino (J)       | 19 de octubre |

| Regatas San Nicolás | 69 - 82 | Atenas        | 24 de octubre |
| Argentino (J)       | 76 - 82 | Ben Hur       | 24 de octubre |
| Central Entrerriano | 80 - 84 | Libertad      | 24 de octubre |
| Pico FC             | 82 - 71 | Belgrano (SN) | 24 de octubre |

| Regatas San Nicolás | 96 - 91 | Libertad      | 26 de octubre |
| Argentino (J)       | 92 - 90 | Belgrano (SN) | 26 de octubre |
| Central Entrerriano | 81 - 74 | Atenas        | 26 de octubre |
| Pico FC             | 66 - 69 | Ben Hur       | 26 de octubre |

| Atenas              | 96 - 83  | Argentino (J) | 31 de octubre |
| Regatas San Nicolás | 85 - 82  | Ben Hur       | 31 de octubre |
| Libertad            | 86 - 101 | Pico FC       | 31 de octubre |
| Central Entrerriano | 77 - 76  | Belgrano (SN) | 31 de octubre |

| Atenas              | 88 - 99 | Pico FC       | 2 de noviembre |
| Libertad            | 89 - 77 | Argentino (J) | 2 de noviembre |
| Central Entrerriano | 86 - 91 | Ben Hur       | 2 de noviembre |
| Regatas San Nicolás | 78 - 84 | Belgrano (SN) | 3 de noviembre |

| Ben Hur       | 89 - 87 | Atenas              | 7 de noviembre |
| Argentino (J) | 69 - 82 | Regatas San Nicolás | 7 de noviembre |
| Belgrano (SN) | 90 - 79 | Libertad            | 7 de noviembre |
| Pico FC       | 90 - 75 | Central Entrerriano | 7 de noviembre |

| Argentino (J) | 77 - 79 | Central Entrerriano | 9 de noviembre  |
| Belgrano (SN) | 75 - 73 | Atenas              | 9 de noviembre  |
| Pico FC       | 90 - 72 | Regatas San Nicolás | 9 de noviembre  |
| Ben Hur       | 70 - 79 | Libertad            | 10 de noviembre |

| Regatas San Nicolás | 94 - 82 | Central Entrerriano | 14 de noviembre |
| Argentino (J)       | 75 - 93 | Pico FC             | 14 de noviembre |
| Ben Hur             | 93 - 66 | Belgrano (SN)       | 14 de noviembre |
| Atenas              | 78 - 76 | Libertad            | 14 de noviembre |

| Central Entrerriano | 77 - 75  | Regatas San Nicolás | 16 de noviembre |
| Belgrano (SN)       | 83 - 76  | Ben Hur             | 16 de noviembre |
| Pico FC             | 86 - 76  | Argentino (J)       | 16 de noviembre |
| Libertad            | 93 - 101 | Atenas              | 17 de noviembre |

### Zona sur
| Equipo                  | PJ | PG | PP | Pts |
| ----------------------- | -- | -- | -- | --- |
| Boca Juniors            | 14 | 11 | 3  | 25  |
| Obras Sanitarias        | 14 | 9  | 5  | 23  |
| Gimnasia y Esgrima (CR) | 14 | 9  | 5  | 23  |
| Gimnasia y Esgrima (LP) | 14 | 8  | 6  | 22  |
| Estudiantes (O)         | 14 | 7  | 7  | 21  |
| Quilmes                 | 14 | 6  | 8  | 20  |
| Peñarol                 | 14 | 4  | 10 | 18  |
| Ferro (Buenos Aires)    | 14 | 2  | 12 | 16  |

|  |                                                |
|  | Clasificados al Top 4 por ganar los play-offs. |

| Estudiantes (O)  | 102 - 108 | Quilmes       | 3 de octubre |
| Boca Juniors     | 103 - 101 | Gimnasia (CR) | 3 de octubre |
| Peñarol          | 77 - 86   | Gimnasia (LP) | 3 de octubre |
| Obras Sanitarias | 91 - 74   | Ferro (BA)    | 3 de octubre |

| Obras Sanitarias | 93 - 75 | Gimnasia (CR) | 5 de octubre |
| Boca Juniors     | 94 - 81 | Ferro (BA)    | 5 de octubre |
| Estudiantes (O)  | 88 - 76 | Gimnasia (LP) | 5 de octubre |
| Peñarol          | 83 - 90 | Quilmes       | 6 de octubre |

| Quilmes       | 79 - 85  | Boca Juniors     | 10 de octubre |
| Gimnasia (CR) | 96 - 94  | Estudiantes (O)  | 10 de octubre |
| Gimnasia (LP) | 99 - 96  | Obras Sanitarias | 10 de octubre |
| Ferro (BA)    | 93 - 113 | Peñarol          | 10 de octubre |

| Ferro (BA)    | 88 - 101  | Estudiantes (O)  | 12 de octubre |
| Gimnasia (LP) | 77 - 65   | Peñarol          | 12 de octubre |
| Quilmes       | 100 - 111 | Obras Sanitarias | 12 de octubre |
| Gimnasia (LP) | 95 - 90   | Boca Juniors     | 13 de octubre |

| Quilmes          | 83 - 88 | Gimnasia (CR)   | 16 de octubre |
| Gimnasia (LP)    | 83 - 67 | Ferro (BA)      | 16 de octubre |
| Boca Juniors     | 92 - 73 | Estudiantes (O) | 17 de octubre |
| Obras Sanitarias | 87 - 71 | Peñarol         | 17 de octubre |

| Boca Juniors     | 90 - 68 | Peñarol         | 19 de octubre  |
| Quilmes          | 83 - 88 | Ferro (BA)      | 19 de octubre  |
| Obras Sanitarias | 99 - 95 | Estudiantes (O) | 20 de octubre  |
| Gimnasia (LP)    | 78 - 81 | Gimnasia (CR)   | 5 de noviembre |

| Ferro (BA)      | 71 - 91  | Gimnasia (LP)    | 23 de octubre |
| Peñarol         | 94 - 70  | Obras Sanitarias | 24 de octubre |
| Estudiantes (O) | 83 - 103 | Boca Juniors     | 24 de octubre |
| Gimnasia (CR)   | 95 - 92  | Quilmes          | 27 de octubre |

| Peñarol         | 76 - 107 | Boca Juniors     | 26 de octubre |
| Estudiantes (O) | 84 - 72  | Obras Sanitarias | 26 de octubre |
| Ferro (BA)      | 87 - 92  | Quilmes          | 29 de octubre |
| Gimnasia (CR)   | 99 - 84  | Gimnasia (LP)    | 29 de octubre |

| Quilmes       | 97 - 92  | Estudiantes (O)  | 31 de octubre |
| Gimnasia (CR) | 111 - 97 | Boca Juniors     | 31 de octubre |
| Gimnasia (LP) | 94 - 84  | Peñarol          | 31 de octubre |
| Ferro (BA)    | 65 - 99  | Obras Sanitarias | 31 de octubre |

| Gimnasia (CR) | 75 - 67 | Obras Sanitarias | 2 de noviembre |
| Gimnasia (LP) | 93 - 79 | Estudiantes (O)  | 2 de noviembre |
| Ferro (BA)    | 81 - 94 | Boca Juniors     | 2 de noviembre |
| Quilmes       | 91 - 82 | Peñarol          | 3 de noviembre |

| Boca Juniors     | 120 - 74 | Quilmes       | 7 de noviembre  |
| Estudiantes (O)  | 96 - 84  | Gimnasia (CR) | 7 de noviembre  |
| Obras Sanitarias | 86 - 68  | Gimnasia (LP) | 7 de noviembre  |
| Peñarol          | 80 - 78  | Ferro (BA)    | 18 de noviembre |

| Estudiantes (O)  | 78 - 71  | Ferro (BA)    | 5 de noviembre |
| Peñarol          | 100 - 90 | Gimnasia (CR) | 9 de noviembre |
| Obras Sanitarias | 100 - 75 | Quilmes       | 9 de noviembre |
| Boca Juniors     | 90 - 78  | Gimnasia (LP) | 9 de noviembre |

| Gimnasia (CR)   | 83 - 76   | Ferro (BA)       | 14 de noviembre |
| Estudiantes (O) | 104 - 101 | Peñarol          | 14 de noviembre |
| Boca Juniors    | 81 - 91   | Obras Sanitarias | 14 de noviembre |
| Quilmes         | 91 - 84   | Gimnasia (LP)    | 14 de noviembre |

| Ferro (BA)       | 83 - 69   | Gimnasia (CR)   | 16 de noviembre |
| Obras Sanitarias | 77 - 107  | Boca Juniors    | 16 de noviembre |
| Peñarol          | 100 - 108 | Estudiantes (O) | 16 de noviembre |
| Gimnasia (LP)    | 87 - 65   | Quilmes         | 16 de noviembre |

## Torneo Top 4
Una vez finalizada la primera fase, los equipos de la zona norte y los equipos de la zona sur se emparejaron en play-offs según su posición y dos equipos por zona accedieron al torneo, Atenas y Ben Hur por la norte, y Boca Juniors y Obras Sanitarias por la sur. El mismo se desarrolló en la ciudad de Rafaela coronando a Atenas como campeón.

## Segunda fase
| Equipo | Equipo                  | A    | PJ | PG | PP | Pts  |
| ------ | ----------------------- | ---- | -- | -- | -- | ---- |
| 1.°    | Boca Juniors            | 12.5 | 30 | 23 | 7  | 65.5 |
| 2.°    | Gimnasia y Esgrima (LP) | 11.0 | 30 | 21 | 9  | 62.0 |
| 3.°    | Atenas                  | 12.0 | 30 | 20 | 10 | 62.0 |
| 4.°    | Gimnasia y Esgrima (CR) | 11.5 | 30 | 20 | 10 | 61.5 |
| 5.°    | Obras Sanitarias        | 11.5 | 30 | 19 | 11 | 60.5 |
| 6.°    | Quilmes                 | 10.0 | 30 | 20 | 10 | 60.0 |
| 7.°    | Ben Hur                 | 11.5 | 30 | 18 | 12 | 59.5 |
| 8.°    | Central Entrerriano     | 10.5 | 30 | 14 | 16 | 54.5 |
| 9.°    | Belgrano (SN)           | 10.5 | 30 | 12 | 18 | 52.5 |
| 10.°   | Estudiantes (O)         | 10.5 | 30 | 11 | 19 | 51.5 |
| 11.°   | Libertad                | 9.5  | 30 | 12 | 18 | 51.5 |
| 12.°   | Pico Football Club      | 11.5 | 30 | 9  | 21 | 50.5 |
| 13.°   | Argentino (J)           | 8.0  | 30 | 13 | 17 | 50.0 |
| 14.°   | Peñarol                 | 9.0  | 30 | 10 | 20 | 49.0 |
| 15.°   | Regatas San Nicolás     | 10.5 | 30 | 8  | 22 | 47.5 |
| 16.°   | Ferro Carril Oeste (BA) | 8.0  | 30 | 10 | 20 | 45.0 |

|  |                                               |
|  | Clasificados directamente a cuartos de final. |
|  | Clasificados a la serie reclasificatoria.     |
|  | Terminan su participación.                    |
|  | Descienden al Torneo Nacional de Ascenso.     |

| Quilmes             | 80 - 71   | Ben Hur          | 5 de diciembre |
| Regatas San Nicolás | 96 - 97   | Boca Juniors     | 5 de diciembre |
| Argentino (J)       | 99 - 84   | Atenas           | 5 de diciembre |
| Ferro (BA)          | 106 - 113 | Estudiantes (O)  | 5 de diciembre |
| Gimnasia (LP)       | 77 - 56   | Belgrano (SN)    | 5 de diciembre |
| Central Entrerriano | 95 - 86   | Obras Sanitarias | 5 de diciembre |
| Pico FC             | 104 - 110 | Libertad         | 5 de diciembre |
| Gimnasia (CR)       | 94 - 84   | Peñarol          | 5 de diciembre |

| Quilmes             | 81 - 74  | Belgrano (SN)    | 7 de diciembre |
| Regatas (SN)        | 91 - 95  | Obras Sanitarias | 7 de diciembre |
| Argentino (J)       | 87 - 70  | Libertad         | 7 de diciembre |
| Ferro (BA)          | 90 - 78  | Peñarol          | 7 de diciembre |
| Gimnasia (LP)       | 74 - 63  | Ben Hur          | 7 de diciembre |
| Pico FC             | 88 - 81  | Atenas           | 7 de diciembre |
| Gimnasia (CR)       | 106 - 88 | Estudiantes (O)  | 7 de diciembre |
| Central Entrerriano | 89 - 99  | Boca Juniors     | 8 de diciembre |

| Obras Sanitarias | 88 - 99   | Gimnasia (LP)       | 11 de diciembre |
| Ben Hur          | 110 - 86  | Ferro (BA)          | 12 de diciembre |
| Estudiantes (O)  | 100 - 101 | Argentino (J)       | 12 de diciembre |
| Atenas           | 120 - 98  | Regatas (SN)        | 12 de diciembre |
| Boca Juniors     | 84 - 77   | Quilmes             | 12 de diciembre |
| Belgrano (SN)    | 93 - 76   | Gimnasia (CR)       | 12 de diciembre |
| Peñarol          | 92 - 90   | Pico FC             | 12 de diciembre |
| Libertad         | 83 - 80   | Central Entrerriano | 12 de diciembre |

| Estudiantes (O)  | 95 - 104 | Pico FC             | 14 de diciembre |
| Atenas           | 108 - 74 | Central Entrerriano | 14 de diciembre |
| Belgrano (SN)    | 87 - 80  | Ferro (BA)          | 14 de diciembre |
| Libertad         | 95 - 83  | Regatas (SN)        | 14 de diciembre |
| Obras Sanitarias | 104 - 85 | Quilmes             | 14 de diciembre |
| Ben Hur          | 83 - 73  | Gimnasia (CR)       | 15 de diciembre |
| Boca Juniors     | 88 - 55  | Gimnasia (LP)       | 15 de diciembre |
| Peñarol          | 92 - 86  | Argentino (J)       | 15 de diciembre |

| Boca Juniors        | 95 - 87 | Ben Hur         | 4 de enero |
| Quilmes             | 94 - 80 | Atenas          | 4 de enero |
| Regatas (SN)        | 92 - 86 | Estudiantes (O) | 4 de enero |
| Obras Sanitarias    | 95 - 79 | Belgrano (SN)   | 4 de enero |
| Gimnasia (LP)       | 89 - 95 | Libertad        | 4 de enero |
| Central Entrerriano | 97 - 93 | Peñarol         | 4 de enero |
| Argentino (J)       | 81 - 70 | Ferro (BA)      | 5 de enero |
| Pico FC             | 78 - 83 | Gimnasia (CR)   | 5 de enero |

| Boca Juniors        | 86 - 80  | Belgrano (SN)   | 6 de enero |
| Quilmes             | 116 - 71 | Libertad        | 6 de enero |
| Regatas (SN)        | 98 - 82  | Peñarol         | 6 de enero |
| Obras Sanitarias    | 103 - 99 | Ben Hur         | 6 de enero |
| Gimnasia (CR)       | 83 - 49  | Atenas          | 6 de enero |
| Central Entrerriano | 84 - 82  | Estudiantes (O) | 6 de enero |
| Argentino (J)       | 72 - 91  | Gimnasia (LP)   | 7 de enero |
| Pico FC             | 91 - 99  | Ferro (BA)      | 7 de enero |

| Ben Hur         | 94 - 70  | Argentino (J)       | 9 de enero |
| Ferro (BA)      | 80 - 63  | Regatas (SN)        | 9 de enero |
| Estudiantes (O) | 89 - 93  | Quilmes             | 9 de enero |
| Atenas          | 69 - 91  | Boca Juniors        | 9 de enero |
| Belgrano (SN)   | 77 - 67  | Pico FC             | 9 de enero |
| Gimnasia (CR)   | 104 - 87 | Central Entrerriano | 9 de enero |
| Peñarol         | 66 - 72  | Gimnasia (LP)       | 9 de enero |
| Libertad        | 72 - 87  | Obras Sanitarias    | 9 de enero |

| Ben Hur         | 77 - 68  | Pico FC             | 11 de enero |
| Ferro (BA)      | 61 - 64  | Central Entrerriano | 11 de enero |
| Estudiantes (O) | 85 - 80  | Gimnasia (LP)       | 11 de enero |
| Atenas          | 90 - 79  | Obras Sanitarias    | 11 de enero |
| Belgrano (SN)   | 91 - 83  | Argentino (J)       | 11 de enero |
| Gimnasia (CR)   | 118 - 93 | Regatas (SN)        | 11 de enero |
| Libertad        | 89 - 103 | Boca Juniors        | 11 de enero |
| Peñarol         | 99 - 94  | Quilmes             | 12 de enero |

| Quilmes             | 104 - 69 | Ferro (BA)      | 15 de enero |
| Atenas              | 114 - 90 | Ben Hur         | 16 de enero |
| Boca Juniors        | 101 - 86 | Estudiantes (O) | 16 de enero |
| Regatas (SN)        | 82 - 109 | Argentino (J)   | 16 de enero |
| Libertad            | 81 - 78  | Belgrano (SN)   | 16 de enero |
| Obras Sanitarias    | 114 - 96 | Peñarol         | 16 de enero |
| Gimnasia (LP)       | 96 - 88  | Gimnasia (CR)   | 16 de enero |
| Central Entrerriano | 101 - 95 | Pico FC         | 16 de enero |

| Atenas              | 102 - 73 | Belgrano (SN)   | 18 de enero |
| Boca Juniors        | 98 - 86  | Peñarol         | 18 de enero |
| Quilmes             | 95 - 93  | Gimnasia (CR)   | 18 de enero |
| Regatas (SN)        | 101 - 86 | Pico FC         | 18 de enero |
| Obras Sanitarias    | 92 - 93  | Estudiantes (O) | 18 de enero |
| Gimnasia (LP)       | 85 - 77  | Ferro (BA)      | 18 de enero |
| Central Entrerriano | 67 - 77  | Argentino (J)   | 18 de enero |
| Libertad            | 107 - 90 | Ben Hur         | 19 de enero |

| Peñarol         | 103 - 96 | Libertad            | 22 de enero |
| Ben Hur         | 89 - 72  | Regatas (SN)        | 23 de enero |
| Argentino (J)   | 83 - 85  | Quilmes             | 23 de enero |
| Ferro (BA)      | 65 - 94  | Boca Juniors        | 23 de enero |
| Estudiantes (O) | 77 - 90  | Atenas              | 23 de enero |
| Belgrano (SN)   | 75 - 73  | Central Entrerriano | 23 de enero |
| Pico FC         | 92 - 105 | Gimnasia (LP)       | 23 de enero |
| Gimnasia (CR)   | 84 - 81  | Obras Sanitarias    | 23 de enero |

| Ben Hur         | 94 - 63   | Central Entrerriano | 25 de enero |
| Argentino (J)   | 79 - 77   | Gimnasia (LP)       | 25 de enero |
| Ferro (BA)      | 72 - 86   | Obras Sanitarias    | 25 de enero |
| Estudiantes (O) | 101 - 82  | Libertad            | 25 de enero |
| Pico FC         | 93 - 107  | Quilmes             | 25 de enero |
| Gimnasia (CR)   | 111 - 104 | Boca Juniors        | 25 de enero |
| Belgrano (SN)   | 76 - 68   | Regatas (SN)        | 26 de enero |
| Peñarol         | 67 - 102  | Atenas              | 26 de enero |

| Argentino (J)   | 82 - 86  | Pico FC             | 28 de enero  |
| Boca Juniors    | 84 - 97  | Obras Sanitarias    | 28 de enero  |
| Atenas          | 90 - 74  | Libertad            | 30 de enero  |
| Quilmes         | 98 - 86  | Gimnasia (LP)       | 30 de enero  |
| Regatas (SN)    | 87 - 92  | Central Entrerriano | 30 de enero  |
| Ben Hur         | 75 - 74  | Belgrano (SN)       | 30 de enero  |
| Ferro (BA)      | 94 - 90  | Gimnasia (CR)       | 1 de febrero |
| Estudiantes (O) | 113 - 98 | Peñarol             | 2 de febrero |

| Boca Juniors     | 109 - 82  | Argentino (J)       | 30 de enero  |
| Obras Sanitarias | 106 - 101 | Pico FC             | 30 de enero  |
| Atenas           | 88 - 91   | Ferro (BA)          | 4 de febrero |
| Libertad         | 80 - 73   | Gimnasia (CR)       | 4 de febrero |
| Ben Hur          | 110 - 82  | Estudiantes (O)     | 6 de febrero |
| Quilmes          | 99 - 87   | Regatas (SN)        | 6 de febrero |
| Belgrano (SN)    | 100 - 75  | Peñarol             | 6 de febrero |
| Gimnasia (LP)    | 83 - 82   | Central Entrerriano | 6 de febrero |

| Boca Juniors     | 104 - 82  | Pico FC             | 1 de febrero |
| Obras Sanitarias | 105 - 100 | Argentino (J)       | 1 de febrero |
| Atenas           | 85 - 76   | Gimnasia (CR)       | 6 de febrero |
| Libertad         | 74 - 76   | Ferro (BA)          | 6 de febrero |
| Ben Hur          | 112 - 84  | Peñarol             | 8 de febrero |
| Gimnasia (LP)    | 86 - 72   | Regatas (SN)        | 8 de febrero |
| Belgrano (SN)    | 100 - 94  | Estudiantes (O)     | 8 de febrero |
| Quilmes          | 104 - 72  | Central Entrerriano | 9 de febrero |

| Gimnasia (CR)       | 114 - 108 | Libertad         | 9 de febrero  |
| Estudiantes (O)     | 115 - 90  | Ben Hur          | 13 de febrero |
| Argentino (J)       | 106 - 114 | Boca Juniors     | 13 de febrero |
| Regatas (SN)        | 65 - 76   | Quilmes          | 13 de febrero |
| Peñarol             | 100 - 96  | Belgrano (SN)    | 13 de febrero |
| Pico FC             | 99 - 108  | Obras Sanitarias | 13 de febrero |
| Central Entrerriano | 80 - 100  | Gimnasia (LP)    | 13 de febrero |
| Ferro (BA)          | 65 - 81   | Atenas           | 15 de febrero |

| Peñarol             | 84 - 86  | Ben Hur          | 15 de febrero |
| Pico FC             | 105 - 95 | Boca Juniors     | 15 de febrero |
| Central Entrerriano | 85 - 80  | Quilmes          | 15 de febrero |
| Estudiantes (O)     | 84 - 74  | Belgrano (SN)    | 15 de febrero |
| Regatas (SN)        | 81 - 94  | Gimnasia (LP)    | 15 de febrero |
| Argentino (J)       | 75 - 83  | Obras Sanitarias | 16 de febrero |
| Gimnasia (CR)       | 94 - 86  | Atenas           | 17 de febrero |
| Ferro (BA)          | 85 - 79  | Libertad         | 25 de febrero |

| Ben Hur          | 87 - 84   | Quilmes             | 20 de febrero |
| Boca Juniors     | 98 - 77   | Regatas (SN)        | 20 de febrero |
| Atenas           | 88 - 68   | Argentino (J)       | 20 de febrero |
| Estudiantes (O)  | 104 - 83  | Ferro (BA)          | 20 de febrero |
| Belgrano (SN)    | 69 - 79   | Gimnasia (LP)       | 20 de febrero |
| Obras Sanitarias | 100 - 103 | Central Entrerriano | 20 de febrero |
| Libertad         | 82 - 86   | Pico FC             | 20 de febrero |
| Peñarol          | 87 - 96   | Gimnasia (CR)       | 20 de febrero |

| Belgrano (SN)    | 82 - 87  | Quilmes             | 22 de febrero |
| Obras Sanitarias | 98 - 86  | Regatas (SN)        | 22 de febrero |
| Libertad         | 86 - 79  | Argentino (J)       | 22 de febrero |
| Peñarol          | 110 - 90 | Ferro (BA)          | 22 de febrero |
| Boca Juniors     | 113 - 95 | Central Entrerriano | 22 de febrero |
| Atenas           | 91 - 92  | Pico FC             | 22 de febrero |
| Estudiantes (O)  | 107 - 86 | Gimnasia (CR)       | 22 de febrero |
| Ben Hur          | 81 - 77  | Gimnasia (LP)       | 23 de febrero |

| Ferro (BA)          | 92 - 93   | Ben Hur          | 27 de febrero |
| Argentino (J)       | 93 - 83   | Estudiantes (O)  | 27 de febrero |
| Regatas (SN)        | 89 - 96   | Atenas           | 27 de febrero |
| Quilmes             | 68 - 91   | Boca Juniors     | 27 de febrero |
| Gimnasia (CR)       | 68 - 66   | Belgrano (SN)    | 27 de febrero |
| Pico FC             | 107 - 112 | Peñarol          | 27 de febrero |
| Central Entrerriano | 89 - 86   | Libertad         | 27 de febrero |
| Gimnasia (LP)       | 108 - 105 | Obras Sanitarias | 27 de febrero |

| Central Entrerriano | 75 - 88 | Atenas           | 25 de febrero |
| Gimnasia (CR)       | 83 - 69 | Ben Hur          | 29 de febrero |
| Pico FC             | 94 - 99 | Estudiantes (O)  | 29 de febrero |
| Gimnasia (LP)       | 85 - 83 | Boca Juniors     | 29 de febrero |
| Ferro (BA)          | 79 - 83 | Belgrano (SN)    | 29 de febrero |
| Argentino (J)       | 97 - 92 | Peñarol          | 29 de febrero |
| Regatas (SN)        | 82 - 83 | Libertad         | 29 de febrero |
| Quilmes             | 84 - 76 | Obras Sanitarias | 29 de febrero |

| Ben Hur         | 93 - 76  | Boca Juniors        | 5 de marzo |
| Atenas          | 105 - 83 | Quilmes             | 5 de marzo |
| Estudiantes (O) | 91 - 96  | Regatas (SN)        | 5 de marzo |
| Ferro (BA)      | 90 - 82  | Argentino (J)       | 5 de marzo |
| Belgrano (SN)   | 88 - 84  | Obras Sanitarias    | 5 de marzo |
| Libertad        | 88 - 77  | Gimnasia (LP)       | 5 de marzo |
| Peñarol         | 93 - 104 | Central Entrerriano | 5 de marzo |
| Gimnasia (CR)   | 105 - 95 | Pico FC             | 5 de marzo |

| Belgrano (SN)   | 82 - 100 | Boca Juniors        | 7 de marzo  |
| Libertad        | 74 - 80  | Quilmes             | 7 de marzo  |
| Peñarol         | 87 - 80  | Regatas (SN)        | 7 de marzo  |
| Gimnasia (CR)   | 95 - 82  | Argentino (J)       | 7 de marzo  |
| Atenas          | 102 - 81 | Gimnasia (LP)       | 7 de marzo  |
| Estudiantes (O) | 89 - 80  | Central Entrerriano | 7 de marzo  |
| Ben Hur         | 81 - 79  | Obras Sanitarias    | 8 de marzo  |
| Ferro (BA)      | 72 - 100 | Pico FC             | 16 de marzo |

| Argentino (J)       | 83 - 79  | Ben Hur         | 12 de marzo |
| Regatas (SN)        | 84 - 81  | Ferro (BA)      | 12 de marzo |
| Quilmes             | 93 - 82  | Estudiantes (O) | 12 de marzo |
| Boca Juniors        | 84 - 92  | Atenas          | 12 de marzo |
| Pico FC             | 102 - 83 | Belgrano (SN)   | 12 de marzo |
| Central Entrerriano | 86 - 91  | Gimnasia (CR)   | 12 de marzo |
| Gimnasia (LP)       | 90 - 88  | Peñarol         | 12 de marzo |
| Obras Sanitarias    | 108 - 74 | Libertad        | 12 de marzo |

| Pico FC             | 63 - 78  | Ben Hur         | 14 de marzo |
| Central Entrerriano | 90 - 86  | Ferro (BA)      | 14 de marzo |
| Gimnasia (LP)       | 89 - 80  | Estudiantes (O) | 14 de marzo |
| Obras Sanitarias    | 105 - 85 | Atenas          | 14 de marzo |
| Argentino (J)       | 99 - 77  | Belgrano (SN)   | 14 de marzo |
| Regatas (SN)        | 75 - 80  | Gimnasia (CR)   | 14 de marzo |
| Boca Juniors        | 108 - 85 | Libertad        | 14 de marzo |
| Quilmes             | 112 - 92 | Peñarol         | 15 de marzo |

| Argentino (J)   | 75 - 76  | Regatas (SN)        | 25 de marzo |
| Ben Hur         | 99 - 77  | Atenas              | 26 de marzo |
| Estudiantes (O) | 98 - 102 | Boca Juniors        | 26 de marzo |
| Ferro (BA)      | 99 - 92  | Quilmes             | 26 de marzo |
| Belgrano (SN)   | 91 - 105 | Libertad            | 26 de marzo |
| Peñarol         | 98 - 105 | Obras Sanitarias    | 26 de marzo |
| Gimnasia (CR)   | 91 - 86  | Gimnasia (LP)       | 26 de marzo |
| Pico FC         | 97 - 77  | Central Entrerriano | 26 de marzo |

| Belgrano (SN)   | 79 - 93  | Atenas              | 28 de marzo |
| Peñarol         | 81 - 102 | Boca Juniors        | 28 de marzo |
| Gimnasia (CR)   | 95 - 84  | Quilmes             | 28 de marzo |
| Pico FC         | 82 - 93  | Regatas (SN)        | 28 de marzo |
| Estudiantes (O) | 96 - 105 | Obras Sanitarias    | 28 de marzo |
| Ferro (BA)      | 70 - 82  | Gimnasia (LP)       | 28 de marzo |
| Argentino (J)   | 99 - 83  | Central Entrerriano | 28 de marzo |
| Ben Hur         | 100 - 91 | Libertad            | 29 de marzo |

| Libertad            | 86 - 90  | Atenas          | 31 de marzo |
| Gimnasia (LP)       | 92 - 73  | Quilmes         | 31 de marzo |
| Pico FC             | 77 - 93  | Argentino (J)   | 31 de marzo |
| Peñarol             | 86 - 83  | Estudiantes (O) | 31 de marzo |
| Obras Sanitarias    | 84 - 83  | Boca Juniors    | 31 de marzo |
| Central Entrerriano | 100 - 85 | Regatas (SN)    | 31 de marzo |
| Gimnasia (CR)       | 89 - 81  | Ferro (BA)      | 31 de marzo |
| Belgrano (SN)       | 93 - 81  | Ben Hur         | 31 de marzo |

| Regatas (SN)        | 97 - 89   | Ben Hur         | 2 de abril |
| Quilmes             | 94 - 84   | Argentino (J)   | 2 de abril |
| Boca Juniors        | 102 - 71  | Ferro (BA)      | 2 de abril |
| Atenas              | 107 - 106 | Estudiantes (O) | 2 de abril |
| Central Entrerriano | 90 - 86   | Belgrano (SN)   | 2 de abril |
| Gimnasia (LP)       | 76 - 65   | Pico FC         | 2 de abril |
| Obras Sanitarias    | 105 - 91  | Gimnasia (CR)   | 2 de abril |
| Libertad            | 98 - 105  | Peñarol         | 2 de abril |

| Central Entrerriano | 81 - 79   | Ben Hur         | 4 de abril |
| Gimnasia (LP)       | 96 - 93   | Argentino (J)   | 4 de abril |
| Obras Sanitarias    | 100 - 105 | Ferro (BA)      | 4 de abril |
| Libertad            | 100 - 95  | Estudiantes (O) | 4 de abril |
| Quilmes             | 77 - 65   | Pico FC         | 4 de abril |
| Boca Juniors        | 86 - 66   | Gimnasia (CR)   | 4 de abril |
| Atenas              | 96 - 81   | Peñarol         | 4 de abril |
| Regatas (SN)        | 80 - 87   | Belgrano (SN)   | 5 de abril |

## Tercera fase; play-offs
|  | Reclasificación | Reclasificación     | Reclasificación |                  |   | Cuartos de final | Cuartos de final | Cuartos de final |  |     | Semifinales   | Semifinales | Semifinales |  |     | Final        | Final | Final |  |
|  |                 |                     |                 |                  |   |                  |                  |                  |  |     |               |             |             |  |     |              |       |       |  |
|  |                 |                     |                 |                  |   |                  |                  |                  |  |     |               |             |             |  |     |              |       |       |  |
|  |                 |                     |                 |                  |   |                  |                  |                  |  |     |               |             |             |  |     |              |       |       |  |
|  |                 |                     |                 |                  |   |                  |                  |                  |  |     |               |             |             |  |     |              |       |       |  |
|  |                 |                     |                 |                  |   |                  |                  |                  |  |     |               |             |             |  |     |              |       |       |  |
|  |                 | 1.°                 | Boca Juniors    | 3                |   |                  |                  |                  |  |     |               |             |             |  |     |              |       |       |  |
|  |                 |                     |                 | 3                |   |                  |                  |                  |  |     |               |             |             |  |     |              |       |       |  |
|  |                 |                     | 9.°             | Belgrano (SN)    | 0 |                  |                  |                  |  |     |               |             |             |  |     |              |       |       |  |
|  | 8.°             | Central Entrerriano | 9.°             | Belgrano (SN)    | 0 | 1                |                  |                  |  |     |               |             |             |  |     |              |       |       |  |
|  | 8.°             | Central Entrerriano |                 |                  |   |                  |                  |                  |  |     |               |             |             |  |     |              |       |       |  |
|  | 9.°             | Belgrano (SN)       | 3               |                  |   |                  |                  |                  |  |     |               |             |             |  |     |              |       |       |  |
|  | 9.°             | Belgrano (SN)       | 3               |                  |   |                  |                  |                  |  | 1.° | Boca Juniors  | 3           |             |  |     |              |       |       |  |
|  |                 |                     |                 |                  |   |                  |                  |                  |  | 1.° | Boca Juniors  | 3           |             |  |     |              |       |       |  |
|  |                 |                     | 5.°             | Obras Sanitarias | 1 |                  |                  |                  |  |     |               |             |             |  |     |              |       |       |  |
|  |                 |                     | 5.°             | Obras Sanitarias | 1 |                  |                  |                  |  |     |               |             |             |  |     |              |       |       |  |
|  |                 |                     |                 |                  |   |                  |                  |                  |  |     |               |             |             |  |     |              |       |       |  |
|  |                 |                     |                 |                  |   |                  |                  |                  |  |     |               |             |             |  |     |              |       |       |  |
|  |                 | 4.°                 | Gimnasia (CR)   | 1                |   |                  |                  |                  |  |     |               |             |             |  |     |              |       |       |  |
|  |                 |                     |                 | 1                |   |                  |                  |                  |  |     |               |             |             |  |     |              |       |       |  |
|  |                 |                     | 5.°             | Obras Sanitarias | 3 |                  |                  |                  |  |     |               |             |             |  |     |              |       |       |  |
|  | 5.°             | Obras Sanitarias    | 5.°             | Obras Sanitarias | 3 | 3                |                  |                  |  |     |               |             |             |  |     |              |       |       |  |
|  | 5.°             | Obras Sanitarias    |                 |                  |   |                  |                  |                  |  |     |               |             |             |  |     |              |       |       |  |
|  | 12.°            | Pico FC             | 1               |                  |   |                  |                  |                  |  |     |               |             |             |  |     |              |       |       |  |
|  | 12.°            | Pico FC             | 1               |                  |   |                  |                  |                  |  |     |               |             |             |  | 1.° | Boca Juniors | 4     |       |  |
|  |                 |                     |                 |                  |   |                  |                  |                  |  |     |               |             |             |  | 1.° | Boca Juniors | 4     |       |  |
|  |                 |                     | 2.°             | Gimnasia (LP)    | 2 |                  |                  |                  |  |     |               |             |             |  |     |              |       |       |  |
|  |                 |                     | 2.°             | Gimnasia (LP)    | 2 |                  |                  |                  |  |     |               |             |             |  |     |              |       |       |  |
|  |                 |                     |                 |                  |   |                  |                  |                  |  |     |               |             |             |  |     |              |       |       |  |
|  |                 |                     |                 |                  |   |                  |                  |                  |  |     |               |             |             |  |     |              |       |       |  |
|  |                 | 2.°                 | Gimnasia (LP)   | 3                |   |                  |                  |                  |  |     |               |             |             |  |     |              |       |       |  |
|  |                 |                     |                 | 3                |   |                  |                  |                  |  |     |               |             |             |  |     |              |       |       |  |
|  |                 |                     | 7.°             | Ben Hur          | 2 |                  |                  |                  |  |     |               |             |             |  |     |              |       |       |  |
|  | 7.°             | Ben Hur             | 7.°             | Ben Hur          | 2 | 3                |                  |                  |  |     |               |             |             |  |     |              |       |       |  |
|  | 7.°             | Ben Hur             |                 |                  |   |                  |                  |                  |  |     |               |             |             |  |     |              |       |       |  |
|  | 10.°            | Estudiantes (O)     | 1               |                  |   |                  |                  |                  |  |     |               |             |             |  |     |              |       |       |  |
|  | 10.°            | Estudiantes (O)     | 1               |                  |   |                  |                  |                  |  | 2.° | Gimnasia (LP) | 3           |             |  |     |              |       |       |  |
|  |                 |                     |                 |                  |   |                  |                  |                  |  | 2.° | Gimnasia (LP) | 3           |             |  |     |              |       |       |  |
|  |                 |                     | 3.°             | Atenas           | 2 |                  |                  |                  |  |     |               |             |             |  |     |              |       |       |  |
|  |                 |                     | 3.°             | Atenas           | 2 |                  |                  |                  |  |     |               |             |             |  |     |              |       |       |  |
|  |                 |                     |                 |                  |   |                  |                  |                  |  |     |               |             |             |  |     |              |       |       |  |
|  |                 |                     |                 |                  |   |                  |                  |                  |  |     |               |             |             |  |     |              |       |       |  |
|  |                 | 3.°                 | Atenas          | 3                |   |                  |                  |                  |  |     |               |             |             |  |     |              |       |       |  |
|  |                 |                     |                 | 3                |   |                  |                  |                  |  |     |               |             |             |  |     |              |       |       |  |
|  |                 |                     | 6.°             | Quilmes          | 1 |                  |                  |                  |  |     |               |             |             |  |     |              |       |       |  |
|  | 6.°             | Quilmes             | 6.°             | Quilmes          | 1 | 3                |                  |                  |  |     |               |             |             |  |     |              |       |       |  |
|  | 6.°             | Quilmes             |                 |                  |   |                  |                  |                  |  |     |               |             |             |  |     |              |       |       |  |
|  | 11.°            | Libertad            | 1               |                  |   |                  |                  |                  |  |     |               |             |             |  |     |              |       |       |  |
|  | 11.°            | Libertad            | 1               |                  |   |                  |                  |                  |  |     |               |             |             |  |     |              |       |       |  |
|  |                 |                     |                 |                  |   |                  |                  |                  |  |     |               |             |             |  |     |              |       |       |  |

El resultado que figura en cada serie es la suma de los partidos ganados por cada equipo.
El equipo que figura primero en cada llave es el que obtuvo la ventaja de localía.

### Reclasificación
Obras Sanitarias - Pico FC
| 9 de abril   | Obras Sanitarias | 93–71 | Pico FC | Buenos Aires                       |  |  |
|              |                  |       |         |                                    |  |  |
|              |                  |       |         | Pabellón: Estadio Obras Sanitarias |  |  |
| Serie: 1 - 0 |                  |       |         |                                    |  |  |
|              |                  |       |         |                                    |  |  |

| 10 de abril  | Obras Sanitarias | 91–89 | Pico FC | Buenos Aires                       |  |  |
|              |                  |       |         |                                    |  |  |
|              |                  |       |         | Pabellón: Estadio Obras Sanitarias |  |  |
| Serie: 2 - 0 |                  |       |         |                                    |  |  |
|              |                  |       |         |                                    |  |  |

| 14 de abril  | Pico FC | 103–96 | Obras Sanitarias | General Pico                  |  |  |
|              |         |        |                  |                               |  |  |
|              |         |        |                  | Pabellón: Parque Ángel Larrea |  |  |
| Serie: 1 - 2 |         |        |                  |                               |  |  |
|              |         |        |                  |                               |  |  |

| 16 de abril  | Pico FC | 93–103 | Obras Sanitarias | General Pico                  |  |  |
|              |         |        |                  |                               |  |  |
|              |         |        |                  | Pabellón: Parque Ángel Larrea |  |  |
| Serie: 1 - 3 |         |        |                  |                               |  |  |
|              |         |        |                  |                               |  |  |

Quilmes - Libertad
| 12 de abril  | Quilmes | 99–96 | Libertad | Mar del Plata                 |  |  |
|              |         |       |          |                               |  |  |
|              |         |       |          | Pabellón: Estadio Once Unidos |  |  |
| Serie: 1 - 0 |         |       |          |                               |  |  |
|              |         |       |          |                               |  |  |

| 14 de abril  | Quilmes | 72–71 | Libertad | Mar del Plata                 |  |  |
|              |         |       |          |                               |  |  |
|              |         |       |          | Pabellón: Estadio Once Unidos |  |  |
| Serie: 2 - 0 |         |       |          |                               |  |  |
|              |         |       |          |                               |  |  |

| 16 de abril  | Libertad | 86–81 | Quilmes | Sunchales                        |  |  |
|              |          |       |         |                                  |  |  |
|              |          |       |         | Pabellón: El Hogar de los Tigres |  |  |
| Serie: 1 - 2 |          |       |         |                                  |  |  |
|              |          |       |         |                                  |  |  |

| 18 de abril  | Libertad | 69–84 | Quilmes | Sunchales                        |  |  |
|              |          |       |         |                                  |  |  |
|              |          |       |         | Pabellón: El Hogar de los Tigres |  |  |
| Serie: 1 - 3 |          |       |         |                                  |  |  |
|              |          |       |         |                                  |  |  |

Ben Hur - Estudiantes (Olavarría)
| 9 de abril   | Ben Hur | 96–88 | Estudiantes (O) | Rafaela                      |  |  |
|              |         |       |                 |                              |  |  |
|              |         |       |                 | Pabellón: El Coliseo del Sur |  |  |
| Serie: 1 - 0 |         |       |                 |                              |  |  |
|              |         |       |                 |                              |  |  |

| 11 de abril  | Ben Hur | 95–87 | Estudiantes (O) | Rafaela                      |  |  |
|              |         |       |                 |                              |  |  |
|              |         |       |                 | Pabellón: El Coliseo del Sur |  |  |
| Serie: 2 - 0 |         |       |                 |                              |  |  |
|              |         |       |                 |                              |  |  |

| 14 de abril  | Estudiantes (O) | 106–93 | Ben Hur | Olavarría                                     |  |  |
|              |                 |        |         |                                               |  |  |
|              |                 |        |         | Pabellón: Maxigimnasio Parque Carlos Guerrero |  |  |
| Serie: 1 - 2 |                 |        |         |                                               |  |  |
|              |                 |        |         |                                               |  |  |

| 16 de abril  | Estudiantes (O) | 86–91 | Ben Hur | Olavarría                                     |  |  |
|              |                 |       |         |                                               |  |  |
|              |                 |       |         | Pabellón: Maxigimnasio Parque Carlos Guerrero |  |  |
| Serie: 1 - 3 |                 |       |         |                                               |  |  |
|              |                 |       |         |                                               |  |  |

Central Entrerriano - Belgrano (San Nicolás)
| 9 de abril   | Central Entrerriano | 82–97 | Belgrano (SN) | Gualeguaychú                         |  |  |
|              |                     |       |               |                                      |  |  |
|              |                     |       |               | Pabellón: Estadio José María Bértora |  |  |
| Serie: 0 - 1 |                     |       |               |                                      |  |  |
|              |                     |       |               |                                      |  |  |

| 11 de abril  | Central Entrerriano | 88–75 | Belgrano (SN) | Gualeguaychú                         |  |  |
|              |                     |       |               |                                      |  |  |
|              |                     |       |               | Pabellón: Estadio José María Bértora |  |  |
| Serie: 1 - 1 |                     |       |               |                                      |  |  |
|              |                     |       |               |                                      |  |  |

| 14 de abril  | Belgrano (SN) | 83–68 | Central Entrerriano | San Nicolás de los Arroyos          |  |  |
|              |               |       |                     |                                     |  |  |
|              |               |       |                     | Pabellón: Estadio Fortunato Bonelli |  |  |
| Serie: 2 - 1 |               |       |                     |                                     |  |  |
|              |               |       |                     |                                     |  |  |

| 16 de abril  | Belgrano (SN) | 72–68 | Central Entrerriano | San Nicolás de los Arroyos          |  |  |
|              |               |       |                     |                                     |  |  |
|              |               |       |                     | Pabellón: Estadio Fortunato Bonelli |  |  |
| Serie: 3 - 1 |               |       |                     |                                     |  |  |
|              |               |       |                     |                                     |  |  |

### Cuartos de final
Boca Juniors - Belgrano (San Nicolás)
| 23 de abril  | Boca Juniors | 78–75 | Belgrano (SN) | Buenos Aires                      |  |  |
|              |              |       |               |                                   |  |  |
|              |              |       |               | Pabellón: Microestadio Luis Conde |  |  |
| Serie: 1 - 0 |              |       |               |                                   |  |  |
|              |              |       |               |                                   |  |  |

| 25 de abril  | Boca Juniors | 94–81 | Belgrano (SN) | Buenos Aires                      |  |  |
|              |              |       |               |                                   |  |  |
|              |              |       |               | Pabellón: Microestadio Luis Conde |  |  |
| Serie: 2 - 0 |              |       |               |                                   |  |  |
|              |              |       |               |                                   |  |  |

| 30 de abril  | Belgrano (SN) | 78–84 | Boca Juniors | San Nicolás de los Arroyos          |  |  |
|              |               |       |              |                                     |  |  |
|              |               |       |              | Pabellón: Estadio Fortunato Bonelli |  |  |
| Serie: 0 - 3 |               |       |              |                                     |  |  |
|              |               |       |              |                                     |  |  |

Gimnasia y Esgrima La Plata - Ben Hur
| 22 de abril  | Gimnasia (La Plata) | 90–86 | Ben Hur | La Plata                              |  |  |
|              |                     |       |         |                                       |  |  |
|              |                     |       |         | Pabellón: Polideportivo Víctor Nethol |  |  |
| Serie: 1 - 0 |                     |       |         |                                       |  |  |
|              |                     |       |         |                                       |  |  |

| 24 de abril  | Gimnasia (La Plata) | 87–92 | Ben Hur | La Plata                              |  |  |
|              |                     |       |         |                                       |  |  |
|              |                     |       |         | Pabellón: Polideportivo Víctor Nethol |  |  |
| Serie: 1 - 1 |                     |       |         |                                       |  |  |
|              |                     |       |         |                                       |  |  |

| 1 de mayo    | Ben Hur | 71–72 | Gimnasia (La Plata) | Rafaela                      |  |  |
|              |         |       |                     |                              |  |  |
|              |         |       |                     | Pabellón: El Coliseo del Sur |  |  |
| Serie: 1 - 2 |         |       |                     |                              |  |  |
|              |         |       |                     |                              |  |  |

| 2 de mayo    | Ben Hur | 91–83 | Gimnasia (La Plata) | Rafaela                      |  |  |
|              |         |       |                     |                              |  |  |
|              |         |       |                     | Pabellón: El Coliseo del Sur |  |  |
| Serie: 2 - 2 |         |       |                     |                              |  |  |
|              |         |       |                     |                              |  |  |

| 5 de mayo    | Gimnasia (La Plata) | 101–80 | Ben Hur | La Plata                              |  |  |
|              |                     |        |         |                                       |  |  |
|              |                     |        |         | Pabellón: Polideportivo Víctor Nethol |  |  |
| Serie: 3 - 2 |                     |        |         |                                       |  |  |
|              |                     |        |         |                                       |  |  |

Atenas - Quilmes
| 24 de abril  | Atenas | 93–78 | Quilmes | Córdoba                                |  |  |
|              |        |       |         |                                        |  |  |
|              |        |       |         | Pabellón: Polideportivo Carlos Cerutti |  |  |
| Serie: 1 - 0 |        |       |         |                                        |  |  |
|              |        |       |         |                                        |  |  |

| 26 de abril  | Atenas | 92–87 | Quilmes | Córdoba                                |  |  |
|              |        |       |         |                                        |  |  |
|              |        |       |         | Pabellón: Polideportivo Carlos Cerutti |  |  |
| Serie: 2 - 0 |        |       |         |                                        |  |  |
|              |        |       |         |                                        |  |  |

| 30 de abril  | Quilmes | 83–75 | Atenas | Mar del Plata                 |  |  |
|              |         |       |        |                               |  |  |
|              |         |       |        | Pabellón: Estadio Once Unidos |  |  |
| Serie: 1 - 2 |         |       |        |                               |  |  |
|              |         |       |        |                               |  |  |

| 2 de mayo    | Quilmes | 73–86 | Atenas | Mar del Plata                 |  |  |
|              |         |       |        |                               |  |  |
|              |         |       |        | Pabellón: Estadio Once Unidos |  |  |
| Serie: 1 - 3 |         |       |        |                               |  |  |
|              |         |       |        |                               |  |  |

Gimnasia y Esgrima (Comodoro Rivadavia) - Obras Sanitarias
| 23 de abril  | Gimnasia (CR) | 95–88 | Obras Sanitarias | Comodoro Rivadavia                  |  |  |
|              |               |       |                  |                                     |  |  |
|              |               |       |                  | Pabellón: Estadio Socios Fundadores |  |  |
| Serie: 1 - 0 |               |       |                  |                                     |  |  |
|              |               |       |                  |                                     |  |  |

| 25 de abril  | Gimnasia (CR) | 82–86 | Obras Sanitarias | Comodoro Rivadavia                  |  |  |
|              |               |       |                  |                                     |  |  |
|              |               |       |                  | Pabellón: Estadio Socios Fundadores |  |  |
| Serie: 1 - 1 |               |       |                  |                                     |  |  |
|              |               |       |                  |                                     |  |  |

| 30 de abril  | Obras Sanitarias | 103–79 | Gimnasia (CR) | Buenos Aires                       |  |  |
|              |                  |        |               |                                    |  |  |
|              |                  |        |               | Pabellón: Estadio Obras Sanitarias |  |  |
| Serie: 2 - 1 |                  |        |               |                                    |  |  |
|              |                  |        |               |                                    |  |  |

| 2 de mayo    | Obras Sanitarias | 106–85 | Gimnasia (CR) | Buenos Aires                       |  |  |
|              |                  |        |               |                                    |  |  |
|              |                  |        |               | Pabellón: Estadio Obras Sanitarias |  |  |
| Serie: 3 - 1 |                  |        |               |                                    |  |  |
|              |                  |        |               |                                    |  |  |

### Semifinales
Boca Juniors - Obras Sanitarias
| 8 de mayo    | Boca Juniors | 105–100 | Obras Sanitarias | Buenos Aires                      |  |  |
|              |              |         |                  |                                   |  |  |
|              |              |         |                  | Pabellón: Microestadio Luis Conde |  |  |
| Serie: 1 - 0 |              |         |                  |                                   |  |  |
|              |              |         |                  |                                   |  |  |

| 10 de mayo   | Boca Juniors | 98–79 | Obras Sanitarias | Buenos Aires                      |  |  |
|              |              |       |                  |                                   |  |  |
|              |              |       |                  | Pabellón: Microestadio Luis Conde |  |  |
| Serie: 2 - 0 |              |       |                  |                                   |  |  |
|              |              |       |                  |                                   |  |  |

| 15 de mayo   | Obras Sanitarias | 102–98 | Boca Juniors | Buenos Aires                       |  |  |
|              |                  |        |              |                                    |  |  |
|              |                  |        |              | Pabellón: Estadio Obras Sanitarias |  |  |
| Serie: 1 - 2 |                  |        |              |                                    |  |  |
|              |                  |        |              |                                    |  |  |

| 17 de mayo   | Obras Sanitarias | 101–107 | Boca Juniors | Buenos Aires                       |  |  |
|              |                  |         |              |                                    |  |  |
|              |                  |         |              | Pabellón: Estadio Obras Sanitarias |  |  |
| Serie: 1 - 3 |                  |         |              |                                    |  |  |
|              |                  |         |              |                                    |  |  |

Gimnasia y Esgrima La Plata - Atenas
| 9 de mayo    | Gimnasia (La Plata) | 94–86 | Atenas | La Plata                              |  |  |
|              |                     |       |        |                                       |  |  |
|              |                     |       |        | Pabellón: Polideportivo Víctor Nethol |  |  |
| Serie: 1 - 0 |                     |       |        |                                       |  |  |
|              |                     |       |        |                                       |  |  |

| 11 de mayo   | Gimnasia (La Plata) | 79–86 | Atenas | La Plata                              |  |  |
|              |                     |       |        |                                       |  |  |
|              |                     |       |        | Pabellón: Polideportivo Víctor Nethol |  |  |
| Serie: 1 - 1 |                     |       |        |                                       |  |  |
|              |                     |       |        |                                       |  |  |

| 15 de mayo   | Atenas | 94–70 | Gimnasia (La Plata) | Córdoba                                |  |  |
|              |        |       |                     |                                        |  |  |
|              |        |       |                     | Pabellón: Polideportivo Carlos Cerutti |  |  |
| Serie: 2 - 1 |        |       |                     |                                        |  |  |
|              |        |       |                     |                                        |  |  |

| 17 de mayo   | Atenas | 79–97 | Gimnasia (La Plata) | Córdoba                                |  |  |
|              |        |       |                     |                                        |  |  |
|              |        |       |                     | Pabellón: Polideportivo Carlos Cerutti |  |  |
| Serie: 2 - 2 |        |       |                     |                                        |  |  |
|              |        |       |                     |                                        |  |  |

| 19 de mayo   | Gimnasia (La Plata) | 85–82 | Atenas | La Plata                              |  |  |
|              |                     |       |        |                                       |  |  |
|              |                     |       |        | Pabellón: Polideportivo Víctor Nethol |  |  |
| Serie: 3 - 2 |                     |       |        |                                       |  |  |
|              |                     |       |        |                                       |  |  |

### Final
Boca Juniors - Gimnasia y Esgrima La Plata
| 22 de mayo, 18:30 | Boca Juniors | 82–86   | Gimnasia (La Plata) | Buenos Aires                                             |  |  |
|                   |              |         |                     |                                                          |  |  |
|                   |              | Reporte |                     | Pabellón: Microestadio Luis Conde Televisión: TyC Sports |  |  |
| Serie: 0 - 1      |              |         |                     |                                                          |  |  |
|                   |              |         |                     |                                                          |  |  |

| 26 de mayo, 19:30 | Boca Juniors | 0–20    | Gimnasia (La Plata) | Buenos Aires                                             |  |  |
|                   |              |         |                     |                                                          |  |  |
|                   |              | Reporte |                     | Pabellón: Microestadio Luis Conde Televisión: TyC Sports |  |  |
| Serie: 0 - 2      |              |         |                     |                                                          |  |  |
|                   |              |         |                     |                                                          |  |  |

| 30 de mayo, 19:30 | Gimnasia (La Plata) | 83–89   | Boca Juniors | La Plata                                                     |  |  |
|                   |                     |         |              |                                                              |  |  |
|                   |                     | Reporte |              | Pabellón: Polideportivo Víctor Nethol Televisión: TyC Sports |  |  |
| Serie: 2 - 1      |                     |         |              |                                                              |  |  |
|                   |                     |         |              |                                                              |  |  |

| 1 de junio, 22:00 | Gimnasia (La Plata) | 89–94   | Boca Juniors | La Plata                                                     |  |  |
|                   |                     |         |              |                                                              |  |  |
|                   |                     | Reporte |              | Pabellón: Polideportivo Víctor Nethol Televisión: TyC Sports |  |  |
| Serie: 2 - 2      |                     |         |              |                                                              |  |  |
|                   |                     |         |              |                                                              |  |  |

| 3 de junio, 20:30 | Boca Juniors | 82–72   | Gimnasia (La Plata) | Buenos Aires                                             |  |  |
|                   |              |         |                     |                                                          |  |  |
|                   |              | Reporte |                     | Pabellón: Microestadio Luis Conde Televisión: TyC Sports |  |  |
| Serie: 3 - 2      |              |         |                     |                                                          |  |  |
|                   |              |         |                     |                                                          |  |  |

| 6 de junio, 19:00 | Gimnasia (La Plata) | 106–113 | Boca Juniors | La Plata                                                     |  |  |
|                   |                     |         |              |                                                              |  |  |
|                   |                     | Reporte |              | Pabellón: Polideportivo Víctor Nethol Televisión: TyC Sports |  |  |
| Serie: 2 - 4      |                     |         |              |                                                              |  |  |
|                   |                     |         |              |                                                              |  |  |

## Premios
| - MVP de la temporada - Roberto López, Gimnasia y Esgrima La Plata - MVP de las Finales de la LNB - Byron Wilson, Boca Juniors - Revelación/debutante - Juan Pablo Figueroa, Atenas de Córdoba - Jugador de Mayor Progreso - Fernando Funes, Atenas de Córdoba | - Mejor Sexto Hombre - Matías Sandes, Boca Juniors - Mejor Entrenador - Gonzalo García, Gimnasia y Esgrima La Plata - Mejor Extranjero - Joshua Pittman, Atenas de Córdoba |